# Spinomantis elegans
A Spinomantis elegans  a kétéltűek (Amphibia) osztályába és  a békák (Anura) rendjébe, az aranybékafélék (Mantellidae) családjába tartozó faj. 

## Előfordulása
Madagaszkár endemikus faja. A sziget délkeleti részén, a Ranomafana Nemzeti Parktól az Andonahela Nemzeti Parkig, 1350–2500 m-es tengerszint feletti magasságban honos.

## Taxonómiai besorolása
Ezt a fajt Jean Marius René Guibé 1974-ben a eredetileg Rhacophorus nembe írta le. Később ő maga helyezte át a Mantidactylus nembe. Alain Dubois a Guibemantis alnembe sorolta be, de később önálló nemként a Spinomantis nembe került.

## Megjelenése
Nagy méretű Spinomantis faj. A kifejlett egyedek mérete 50–60 mm. Mellső lába úszóhártya nélküli. Háti bőre sima, világosbarna színű, feltűnő kerek barna foltokkal, melyeket fehér vagy sárga vonal kontúroz. A hímeknek feltűnő, sötét árnyalatú combmirigyeik vannak.

## Természetvédelmi helyzete
A vörös lista a mérsékelten fenyegetett fajok között tartja nyilván. Elterjedési területe kisebb mint 20 000 km², ebből tényleges élőhelye kevesebb mint 2000 km², erősen fragmentált. Élőhelyének területe csökken, minősége fokozatosan romlik. Több védett területen megtalálható: az Andonahela Nemzeti Parkban, a Ranomafana Nemzeti Parkban, az Andringitra Nemzeti Parkban és feltehetőleg a Midongy du sud Nemzeti Parkban.